# Guerras de religión en Europa

La batalla de la Montaña Blanca en Bohemia (1620), una de las batallas decisivas de la guerra de los Treinta Años, representada al óleo por Peter Snayers

Las guerras de religión en Europa se sucedieron desde 1524 hasta aproximadamente 1697, con el inicio de la Reforma protestante en la Europa Occidental y el norte de Europa. Aunque a veces no guardaban relación entre sí, todas las guerras estaban fuertemente influidas por los cambios religiosos que ocurrieron durante este período y el conflicto y la rivalidad a los que dieron lugar.
Entre los conflictos individuales que se pueden identificar en este tópico se encuentran:
- conflictos directamente relacionados con la Reforma protestante entre la década de 1520 a la década de 1540:
  - la guerra de los campesinos alemanes (1524-1525);
  - las guerras de Kappel en Suiza (1529 y 1531);
  - la rebelión anabaptista de Münster (1534-1535); y
  - la guerra de Esmalcalda (1546-1547) en el Sacro Imperio Romano Germánico
- la guerra de los Ochenta Años (1568-1648) en las Provincias Unidas de los Países Bajos
- las guerras de religión de Francia (1562-1598)
- las rebeliones de Desmond (1569-1583) en Munster (Irlanda)
- la guerra de Colonia (1583-1588)
- la guerra de los Nueve Años (1593-1603) en Irlanda
- la guerra de los Treinta Años (1618-1648), que afectó al Sacro Imperio Romano Germánico, incluidos los conflictos en Austria y Bohemia, Francia, Dinamarca y Suecia
- las rebeliones de los hugonotes en el Reino de Francia (1620-1629)
- las guerras de los Tres Reinos (1639-1651), que afectaron a Inglaterra, Irlanda y Escocia
  - la Reforma escocesa y las guerras civiles;
  - la Reforma anglicana y la Guerra Civil; y
  - las guerras confederadas de Irlanda y la conquista de Irlanda por Cromwell
- la segunda guerra nórdica (1655-1660)
- la guerra de los Nueve Años (1688-1697)